# Карпинето дела Нора
Карпинето дела Нора (итал. Carpineto della Nora) је насеље у Италији у округу Пескара, региону Абруцо.
Према процени из 2011. у насељу је живело 175 становника. Насеље се налази на надморској висини од 526 м.

## Становништво
| 1931. | 1936. | 1951. | 1961. | 1971. | 1981. | 1991. | 2001. | 2011. |
| ----- | ----- | ----- | ----- | ----- | ----- | ----- | ----- | ----- |
| 1.341 | 1.376 | 1.402 | 1.126 | 928   | 799   | 758   | 733   | 680   |